# Az NFL-draft első helyén kiválasztott játékosainak listája
A National Football League-ben minden évben tartanak draftot. Ez azt jelenti, hogy a csapatok egy rendezvényen több körön keresztül válogatnak a draftra érett főiskolai, egyetemista játékosok közül. A csapatok választási rangsora attól függ, hogy az előző évben melyik helyen zárták a bajnokságot. A legrosszabb választ elsőnek és a bajnok utoljára. Természetesen lehet draftjogokat cserélni.

## Az első helyen draftoltak listája
- jelölték Pro Bowlra
     - A Hall of Fame tagja
| Év     | Játékos             | Poszt             | Főiskola             | Profi csapat                                                                          |
| ------ | ------------------- | ----------------- | -------------------- | ------------------------------------------------------------------------------------- |
| 1936   | Jay Berwanger       | Halfback          | Chicago              | Philadelphia Eagles (nem szerződtették)                                               |
| 1937   | Sam Francis         | Fullback          | Nebraska             | Philadelphia Eagles                                                                   |
| 1938   | Corbett Davis       | Fullback          | Indiana              | Cleveland Rams                                                                        |
| 1939   | Ki Aldrich          | Center            | TCU                  | Chicago Cardinals                                                                     |
| 1940   | George Cafego       | Halfback          | Tennessee            | Chicago Cardinals                                                                     |
| 1941   | Tom Harmon          | Halfback          | Michigan             | Chicago Bears                                                                         |
| 1942   | Bill Dudley         | Halfback          | Virginia             | Pittsburgh Steelers                                                                   |
| 1943   | Frank Sinkwich      | Halfback          | Georgia              | Detroit Lions                                                                         |
| 1944   | Angelo Bertelli     | Quarterback       | Notre Dame           | Boston Yanks                                                                          |
| 1945   | Charley Trippi      | Halfback          | Georgia              | Chicago Cardinals                                                                     |
| 1946   | Frank Dancewicz     | Quarterback       | Notre Dame           | Boston Yanks                                                                          |
| 1947   | Bob Fenimore        | Halfback          | Oklahoma A&M         | Chicago Bears                                                                         |
| 1948   | Harry Gilmer        | Quarterback       | Alabama              | Washington Redskins                                                                   |
| 1949   | Chuck Bednarik      | Center/Linebacker | Penn                 | Philadelphia Eagles                                                                   |
| 1950   | Leon Hart           | End               | Notre Dame           | Detroit Lions                                                                         |
| 1951   | Kyle Rote           | Halfback          | SMU                  | New York Giants                                                                       |
| 1952   | Bill Wade           | Quarterback       | Vanderbilt           | Los Angeles Rams                                                                      |
| 1953   | Harry Babcock       | End               | Georgia              | San Francisco 49ers                                                                   |
| 1954   | Bobby Garrett       | Quarterback       | Stanford             | Cleveland Browns                                                                      |
| 1955   | George Shaw         | Quarterback       | Oregon               | Baltimore Colts                                                                       |
| 1956   | Gary Glick          | Defensive back    | Colorado A&M         | Pittsburgh Steelers                                                                   |
| 1957   | Paul Hornung        | Halfback          | Notre Dame           | Green Bay Packers                                                                     |
| 1958   | King Hill           | Quarterback       | Rice                 | Chicago Cardinals                                                                     |
| 1959   | Randy Duncan        | Quarterback       | Iowa                 | Green Bay Packers                                                                     |
| 1960   | Billy Cannon        | Running back      | LSU                  | Los Angeles Rams (Az AFL-es Houston Oilers kötött szerződést)                         |
| 1961   | Tommy Mason         | Running back      | Tulane               | Minnesota Vikings                                                                     |
| 1962   | Ernie Davis         | Running back      | Syracuse             | Washington Redskins (Elcserélték a Cleveland Browns-hoz)                              |
| 1963   | Terry Baker         | Quarterback       | Oregon State         | Los Angeles Rams                                                                      |
| 1964   | Dave Parks          | End               | Texas Tech           | San Francisco 49ers                                                                   |
| 1965   | Tucker Frederickson | Running back      | Auburn               | New York Giants                                                                       |
| 1966   | Tommy Nobis         | Linebacker        | Texas                | Atlanta Falcons                                                                       |
| 1967*  | Bubba Smith         | Defensive end     | Michigan State       | Baltimore Colts                                                                       |
| 1968*  | Ron Yary            | Offensive tackle  | USC                  | Minnesota Vikings                                                                     |
| 1969*  | O. J. Simpson       | Running back      | USC                  | Buffalo Bills                                                                         |
| 1970   | Terry Bradshaw      | Quarterback       | Louisiana Tech       | Pittsburgh Steelers                                                                   |
| 1971   | Jim Plunkett        | Quarterback       | Stanford             | New England Patriots                                                                  |
| 1972   | Walt Patulski       | Defensive end     | Notre Dame           | Buffalo Bills                                                                         |
| 1973   | John Matuszak       | Defensive end     | Tampa                | Houston Oilers                                                                        |
| 1974   | Ed "Too Tall" Jones | Defensive end     | Tennessee State      | Dallas Cowboys                                                                        |
| 1975   | Steve Bartkowski    | Quarterback       | Kalifornia, Berkeley | Atlanta Falcons                                                                       |
| 1976   | Lee Roy Selmon      | Defensive end     | Oklahoma             | Tampa Bay Buccaneers                                                                  |
| 1977   | Ricky Bell          | Running back      | USC                  | Tampa Bay Buccaneers                                                                  |
| 1978   | Earl Campbell       | Running back      | Texas                | Houston Oilers                                                                        |
| 1979   | Tom Cousineau       | Linebacker        | Ohio State           | Buffalo Bills (nem kapott szerződést, a CFL-es Montreal Alouettes kötött szerződést)  |
| 1980   | Billy Sims          | Running back      | Oklahoma             | Detroit Lions                                                                         |
| 1981   | George Rogers       | Running back      | South Carolina       | New Orleans Saints                                                                    |
| 1982   | Kenneth Sims        | Defensive end     | Texas                | New England Patriots                                                                  |
| 1983   | John Elway          | Quarterback       | Stanford             | Baltimore Colts (Elcserélték a Denver Broncos-hoz)                                    |
| 1984   | Irving Fryar        | Wide receiver     | Nebraska             | New England Patriots                                                                  |
| 1985   | Bruce Smith         | Defensive end     | Virginia Tech        | Buffalo Bills                                                                         |
| 1986** | Bo Jackson          | Running back      | Auburn               | Tampa Bay Buccaneers (Nem kapott szerződést, az 1987-es NFL-drafton újraválasztották) |
| 1987   | Vinny Testaverde    | Quarterback       | Miami (FL)           | Tampa Bay Buccaneers                                                                  |
| 1988   | Aundray Bruce       | Linebacker        | Auburn               | Atlanta Falcons                                                                       |
| 1989   | Troy Aikman         | Quarterback       | UCLA                 | Dallas Cowboys                                                                        |
| 1990   | Jeff George***      | Quarterback       | Illinois             | Indianapolis Colts                                                                    |
| 1991   | Russell Maryland    | Defensive tackle  | Miami (FL)           | Dallas Cowboys                                                                        |
| 1992   | Steve Emtman        | Defensive tackle  | Washington           | Indianapolis Colts                                                                    |
| 1993   | Drew Bledsoe        | Quarterback       | Washington State     | New England Patriots                                                                  |
| 1994   | Dan Wilkinson       | Defensive tackle  | Ohio State           | Cincinnati Bengals                                                                    |
| 1995   | Ki-Jana Carter      | Running back      | Penn State           | Cincinnati Bengals                                                                    |
| 1996   | Keyshawn Johnson    | Wide receiver     | USC                  | New York Jets                                                                         |
| 1997   | Orlando Pace        | Offensive tackle  | Ohio State           | St. Louis Rams                                                                        |
| 1998   | Peyton Manning      | Quarterback       | Tennessee            | Indianapolis Colts                                                                    |
| 1999   | Tim Couch           | Quarterback       | Kentucky             | Cleveland Browns                                                                      |
| 2000   | Courtney Brown      | Defensive end     | Penn State           | Cleveland Browns                                                                      |
| 2001   | Michael Vick        | Quarterback       | Virginia Tech        | Atlanta Falcons                                                                       |
| 2002   | David Carr          | Quarterback       | Fresno State         | Houston Texans                                                                        |
| 2003   | Carson Palmer       | Quarterback       | USC                  | Cincinnati Bengals                                                                    |
| 2004   | Eli Manning         | Quarterback       | Ole Miss             | San Diego Chargers (Elcserélték a New York Giants-hez)                                |
| 2005   | Alex Smith          | Quarterback       | Utah                 | San Francisco 49ers                                                                   |
| 2006   | Mario Williams      | Defensive End     | North Carolina State | Houston Texans                                                                        |
| 2007   | JaMarcus Russell    | Quarterback       | LSU                  | Oakland Raiders                                                                       |
| 2008   | Jake Long           | Offensive Tackle  | Michigan             | Miami Dolphins                                                                        |
| 2009   | Matthew Stafford    | Quarterback       | Georgia              | Detroit Lions                                                                         |
| 2010   | Sam Bradford        | Quarterback       | Oklahoma             | St. Louis Rams                                                                        |
| 2011   | Cam Newton          | Quarterback       | Auburn               | Carolina Panthers                                                                     |
| 2012   | Andrew Luck         | Quarterback       | Stanford Egyetem     | Indianapolis Colts                                                                    |
| 2013   | Eric Fisher         | Offensive tackle  | CMU                  | Kansas City Chiefs                                                                    |
| 2014   | Jadeveon Clowney    | Defensive end     | SCU                  | Houston Texans                                                                        |
| 2015   | Jameis Winston      | Quarterback       | Florida State        | Tampa Bay Buccaneers                                                                  |
| 2016   | Jared Goff          | Quarterback       | Kalifornia           | Los Angeles Rams                                                                      |
| 2017   | Myles Garrett       | Defensive end     | Texas                | Cleveland Browns                                                                      |
| 2018   | Baker Mayfield      | Quarterback       | Oklahoma             | Cleveland Browns                                                                      |
| 2019   | Kyler Murray        | Quarterback       | Oklahoma             | Arizona Cardinals                                                                     |
| 2020   | Joe Burrow          | Quarterback       | LSU                  | Cincinnati Bengals                                                                    |
| 2021   | Trevor Lawrence     | Quarterback       | Clemson              | Jacksonville Jaguars                                                                  |
| 2022   | Travon Walker       | Defensive end     | Georgia              | Jacksonville Jaguars                                                                  |
| 2023   | Bryce Young         | Quarterback       | Alabama              | Carolina Panthers                                                                     |
| 2024   | Caleb Williams      | Quarterback       | USC                  | Chicago Bears                                                                         |
| 2025   | Cam Ward            | Quarterback       | Miami (FL)           | Tennessee Titans                                                                      |